# Оскаре, Рикардо
Рика́рдо Аниба́ль Оска́ре (исп. Ricardo Anibal Oscare; 16 июня 1975, Ривадавио, Мендоса) — аргентинский лыжник и биатлонист.

## Карьера
25 марта 1999 года Оскаре сделал свой единственный старт в Континентальном кубке по лыжным гонкам: в Лиллехаммере он был 69-м в гонке свободным стилем на 15 км. В том же году, 2 декабря, он дебютировал в Кубке мира по биатлону: в Хохфильцене им был показан 103-й результат в индивидуальной гонке.
В следующих пяти сезонах Оскаре продолжал свои выступления в биатлонном Кубке мира. Его лучшим результатом было 80-е место, такой результат он показывал дважды: в первый раз это произошло в спринтерской гонке в Лейк-Плэсиде в сезоне 2000/01, а в следующий — в рамках Олимпийских игр 2002 года в Солт-Лейк-Сити, где кроме 80-й позиции в индивидуальной гонке им был показан 81-й результат в спринте. Другим крупным соревнованием в карьере аргентинца, не считая участия в чемпионатах мира по лыжным видам спорта среди военных, был чемпионат мира по биатлону 2004 года в Оберхофе, где он стал 100-м в спринтерской гонке.
Последний раз в гонке Кубка мира Рикардо принимал участие 21 января 2005 года в Антерсельве, когда он показал 63-й результат в спринте, но был дисквалифицирован.